# Raggio di deformazione di Rossby
Nel campo della dinamica atmosferica e in oceanografia fisica, il raggio di deformazione di Rossby, o più semplicemente raggio di Rossby, è la scala di lunghezza a cui gli effetti rotazionali diventano altrettanto importanti della spinta idrostatica o degli effetti delle onde di gravità nell'evoluzione della dinamica dei fluidi in presenza di una perturbazione.

## Applicazioni
Per un oceano barotropico si ha:
{\displaystyle L_{R}\equiv {\frac {(gD)^{1/2}}{f}}}, 
dove {\displaystyle \,g} è l'accelerazione di gravità, {\displaystyle \,D} è la profondità dell'acqua e {\displaystyle \,f} è il parametro di Coriolis.
Per f = 1×10−4 s−1 appropriato per 45° latitudine, e D = 4 km, LR ≈ 2000 km; e per D = 40 m, LR ≈ 200 km.
Il raggio di Rossby ennesimo è:
{\displaystyle L_{R,n}\equiv {\frac {NH}{n\pi f_{0}}}},
dove {\displaystyle \,N} è la frequenza di Brunt-Väisälä, {\displaystyle \,H} è l'altezza di scala, e n = 1, 2, ....
Nell'atmosfera terrestre, il rapporto  N/f0 è tipicamente dell'ordine di 100, per cui il raggio di Rossby è circa 100 volte l'altezza di scala verticale, H. Per una scala verticale associata all'altezza della tropopausa, LR, 1 ≈ 1000 km, che è la scala predominante utilizzata nella mappe meteorologiche per rappresentare i cicloni e gli anticicloni. Questa è comunemente chiamata meteorologia a scala sinottica.
Nell'oceano, il raggio di Rossby dipende fortemente dalla latitudine. In prossimità dell'equatore è superiore ai 200 km, mentre alle alte latitudini si riduce a meno di 10 km. La dimensione dei vortici oceanici varia di conseguenza; alle basse latitudini, vicino all'equatore, i vortici sono molto più grandi che alle latitudini estreme.
Il parametro adimensionale associato è il numero di Rossby. Entrambi sono denominati in onore di Carl-Gustav Arvid Rossby.